# Monte Conero
El Monte Conero o monte d'Ancona (montaña de Ancona) es una montaña de Italia, localizada justo al sur de la ciudad de Ancona, en el mar Adriático, sobre una península que lleva su mismo nombre.
El nombre Conero viene del griego κόμαρος (Komaròs), que se refiere al madroño muy abundante en las laderas de la montaña. El Conero mide 572 metros de alto, y es la única cumbre costera del mar Adriático, desde Trieste hasta el macizo de Gargano en la región de Apulia. En el norte la montaña forma el Golfo de Ancona.
Desde 1987 es un parque estatal y árez ecológica protegida con 18 senderos y varios lugares de interés histórico o arqueológico. Entre la fauna que puede verse aquí se encuentran el tejón europeo, la garduña, la comadreja, el sapo de vientre amarillo, el halcón peregrino, el martín pescador y el vencejo pálido. La parte central del promontorio es la más elevata y está recubierta de bosques, en su mayor parte constituidos por maquis mediterráneo. Además de madroños, la vegetación incluye robles, encinas, pino carrasco, cipreses y muchos otros. Entre los arbustos está muy difundida la retama.
Sobre sus laderas septentrionales se encuentra la ciudad de Ancona, y sobre las meridionales los municipios de  Sirolo y Numana. 
Esta punta rocosa rompe la homogeneidad de la línea costera adriática y asume un alto valor naturalístico. Es un pliegue de los Apeninos que se estira hacia el mar y se une con el interior. Ya desde el mioceno señala su presencia como vanguardia de los Apeninos. Es una formación calcárea, compuesta de estratificaciones sucesivas inclinadas hacia el mar, cuyas olas han realizado su propio trabajo erosivo: de hecho, son frecuentes los corrimientos de tierra y los derrumbamientos que originan playas como la de Portonovo: "http://it.wikipedia.org/wiki/Portonovo".